# Tribehou
Tribehou – miejscowość i gmina we Francji, w regionie Normandia, w departamencie Manche.
Według danych na rok 1990 gminę zamieszkiwało 499 osób, a gęstość zaludnienia wynosiła 50 osób/km² (wśród 1815 gmin Dolnej Normandii Tribehou plasuje się na 443. miejscu pod względem liczby ludności, natomiast pod względem powierzchni na miejscu 510.).